# Torrefresneda
Torrefresneda est une localité espagnole de la commune de Guareña, située dans la province de Badajoz en Estrémadure.

## Situation
Torrefresneda est à 28 km au nord-est de Mérida par l'autoroute A5. C'est à Torrefresneda que la route nationale N-430 (es) se sépare de l'A5 pour se diriger vers Don Benito, Ciudad Real et Valence.
La localité fait partie du territoire communal de Guareña mais son statut particulier (en espagnol : entidad local menor) lui confère une personnalité juridique propre au sein de la commune. Elle se rattache à la comarque Vegas Altas (en) (contrairement au reste de la commune) et au district judiciaire de Don Benito (comme le reste de la commune).
Située au nord du territoire communal, Torrefresneda est très bien desservie par l'autoroute et par la route nationale mais elle est loin du chef-lieu communal : une vingtaine de kilomètres « à vol d'oiseau » et près de 30 km par la route en faisant le détour par San Pedro de Mérida et Valverde de Mérida.

## Histoire

### Fondation de la localité
La localité est fondée en 1964[à vérifier] dans le cadre du plan Badajoz mais ce n'est qu'en 1970 ou 1971 que les premiers colons s'installent pour valoriser les terres irriguées et seulement en 1994 ou 1995 que Torrefresneda est déclarée « entidad local menor (es) »,.

### Confrontation avec la commune
La localité de Torrefresneda entame en 2012 un processus de délimitation de son territoire vis-à-vis de celui de la commune de Guareña. À la fin des années 2010, la localité revendique devant les tribunaux d’Estrémadure une zone d'influence de 5 437 ha (20 % du territoire communal) dont elle espère les ressources issues des taxes foncières. La délimitation semble accordée mais toujours pas appliquée en 2017.
De son côté, la commune demande en 2018 la dissolution de l'entité locale afin de la transformer en simple quartier à l'intérieur de la commune,.

## Population
La localité compte 387 habitants en 2011[réf. souhaitée], actuellement[Quand ?] 381 habitants, ce qui représente environ 5 % de la population municipale.